# Панда (агрохолдинг)
ТОВ «Панда» — український агрохолдинг зі офісом в Василькові Київської області, який об'єднує підприємства сільського господарства та цукрової промисловості у Черкаській області.
Належить народному депутатові 7-8 скликань від Партії регіонів та партії Відродження Геннадію Бобову та його дружині.

## Історія
Компанія заснована 1999 року на базі Селищенського цукрового заводу в с. Селище Корсунь-Шевченківського району Черкаської області. 2010 року компанія придбала цукровий завод у Тальному, у 2011 році — в Цибулеві.

## Підприємства
- Селищенський цукровий завод;
- Цибулівський цукровий завод;
- Тальнівський цукровий завод;
- Корсунь-Шевченківське хлібоприймальне підприємство.[2]

## Діяльність
Компанія контролює групу цукрових заводів у Черкаській області та є одним з найбільших виробників цукру в Україні. Земельний банк холдингу становить 59 тис. га. Територія діяльності — Городищенський, Звенигородський, Жашківський, Корсунь-Шевченківський, Лисянський, Монастирищенський, Тальнівський райони Черкаської області.